# Even Stevens
Even Stevens és una sèrie de televisió estatunidenca creada per Matt Dearborn i emesa originalment el 2000 per la cadena Disney Channel.